# Szentgyörgyvár (Magyarország)
Szentgyörgyvár község Zala vármegye keleti részén, a Keszthelyi járásban, a Zala folyó bal partján fekvő település.

## Fekvése
Keszthely nyugati vonzáskörzetében helyezkedik el, a város központjától légvonalban 9, Hévíztől 5 kilométerre.
Különálló településrészei Alsó- és Felsőmándpuszta, mindkettő a központjától több kilométerre északra.
A közvetlenül határos települések: észak felől Nemesbük, északkelet felől Felsőpáhok, kelet felől Alsópáhok, dél felől Sármellék, délnyugat felől Zalaapáti, nyugat felől Bókaháza, északnyugat felől pedig Zalacsány.

### Megközelítése, közlekedése
Legfontosabb közúti megközelítési útvonalai a 76-os főút, mely keresztülhalad a központján és különálló településrészein is, illetve a 760-as főút, mely északkelet felől elkerüli és ezzel tehermentesíti a lakott területeit.
Tőle nem messze délre elhalad a 75-ös főút is, illetve itt indul, a község területének északi részén, Kehidakustány (Kustány) felé a 7335-ös út. Elérhető a község Alsópáhok felől is, a 7351-es útból a Nemesboldogasszonyfára induló 73 174-es számú mellékútra kanyarodva, majd körülbelül 1 kilométer után abból egy önkormányzati útra jobb felé letérve.
A településre Keszthelyről és Hévízről sűrűn érkeznek autóbuszok. Az itteni körjegyzőség központja Sármelléken van.
Érdekesség, hogy a települést érintette volna az 1847-ben tervezett Sopron-Kőszeg-Szombathely-Rum-Zalaszentgrót-Nagykanizsa vasútvonal.

## Története
Szentgyörgyvár első ismert említése meglehetősen kései, 1461-ből való.
A Zala folyó partján állt ekkor maga a vár, alatta azonos nevű falu feküdt.
A várat 1479-ben I. Mátyás király a Báthoryaknak adományozta.
A vár védelmi szerepe a 16. században, a törökök portyázásaival növekedett meg.
1548-ban sokan menekültek ide a török elől elsősorban Somogyból. Egy 1558-as leírás alapján egy palánkkal megerősített vár, a Felsővár és környékén gyümölcsösök és szántóföldek voltak. Itt székelt a vár kapitánya (Sulyok Balázs) és az őrség. Lejjebb a falu volt található, amelyet egy külső palánk védett, és a korábban itt lakó, valamint a menekült jobbágyoknak biztosított szállást. Állandó hajdúkból, szegénylegényekből és királyi zsoldosokból álló őrség csak a 16. század végén került a várhoz.
A vár soha nem került török kézre, bár 1573-ban nagy számú török indult ostromlására. 1620-ban a törökök lemészárolták az alsó falut, de a várban is pusztított a pestis és a döghalál. 1627-ben nevezték elsőként a korábbi falut mezővárosnak. Nagyjából ebben az időszakban alakult ki a település egy majorság, amely 1676-tól a Széchenyi család tulajdonában állt.
A 18. században a vár már nagyon romossá vált, a század végére már a romjai is eltűntek. A település folyamatosan vesztette el mezővárosi kiváltságait, a város lakói a század végére már semmiben sem különböztek az örökös jobbágyoktól. Mindazonáltal, elsősorban a jó termőfeltételeknek köszönhetően, a 19. században nagymértékben nőtt Szentgyörgyvár lakossága, amelyet a települést érintő Balatonszentgyörgy–Zalaszentgrót vasútvonal 1895-ös megnyitása tovább fokozott.
1945 után a település lakossága nagyban fogyni kezdett, amely elsősorban a környék három idegenforgalmi központjának (Keszthely, Hévíz, Zalakaros) erős vonzásával magyarázható.
A településen polgárőrség működik.

## Közélete

### Polgármesterei
- 1990–1994: Ifj. Koller József (független)[5]
- 1994–1998: Ifj. Ádovics István (független)[6]
- 1998–2002: Ifj. Ádovics István (független)[7]
- 2002–2006: Ifj. Ádovics István (független)[8]
- 2006–2010: Ádovics István (független)[9]
- 2010–2014: Ifj. Ádovics István (független)[10]
- 2014–2019: Ádovics István (független)[11]
- 2019–2024: Ádovics István (független)[12]
- 2024– : Ádovics István (független)[1]

## Népesség
A település népességének változása:
| Lakosok száma | 298  | 309  | 305  | 309  | 342  | 356  | 363  |
|               | 2013 | 2014 | 2015 | 2021 | 2022 | 2023 | 2024 |

A 2011-es népszámlálás idején a nemzetiségi megoszlás a következő volt: magyar 94,9%, cigány 1,36%, német 3,74%. A lakosok 84,1%-a római katolikusnak, 1,35% evangélikusnak, 6,4% felekezeten kívülinek vallotta magát (7,4% nem nyilatkozott).
2022-ben a lakosság 89,2%-a vallotta magát magyarnak, 2% németnek, 1,2% cigánynak, 0,3% szlovénnek, 0,3% szerbnek, 3,5% egyéb, nem hazai nemzetiségűnek (9,4% nem nyilatkozott; a kettős identitások miatt a végösszeg nagyobb lehet 100%-nál). Vallásuk szerint 61,1% volt római katolikus, 2% református, 0,9% evangélikus, 0,3% görög katolikus, 1,5% egyéb katolikus, 10,5% felekezeten kívüli (23,7% nem válaszolt).

## Nevezetességei
- Szentgyörgyvári vár - Békavár: Szentgyörgyvár vára a 15. században már állt a Zala folyó partján. Első említésével 1444-ben találkozunk. Ekkor építette a Pécz nemzetségből származó Marczali család a „Békavár” néven emlegetett erődítményt, mely 1600-tól védte a Zala folyó stratégiailag fontos mándi átkelőhelyét. A falu és a vár tulajdonosa 1479-től a Báthory, aztán Nádasdy, majd a Széchenyi család lett.A vár falai fából készültek. A megmaradt kiemelkedő rész 50-60 m átmérőjű. Ezen kívül helyezkedett el a 10-12 m széles vizes árok. A törökkori Szentgyörgy falu maradványai is a vár körül találhatóak.  Mind a Marczaliaknak, mind később a Báthoryaknak Zala megyében Szentgyörgyvár volt az egyetlen erődítményük. A török támadások idején bizonyosan súlyos csapást szenvedett Szentgyörgyvár környéke is, ostromra azonban nem került sor. Sosem került török kézre. Ma már csak az egykori várdomb látható a falu határában.  A XVII. század végére, a török veszély elmúltával megszűnt a vár védelmi funkciója is.  Valószínűleg I. Lipót 1702-es rendeletére lerombolták. A XVIII. század végére már a romjai is eltűntek és már az írások sem említik.
- Szentgyörgyvári Lipicai Ménes: A lipicai története 1580-ban kezdődött, amikor I. Ferdinánd német-római császár magyar és cseh király fia, II. Károly főherceg az 1572-ben alakult bécsi spanyol lovasiskola számára egy tenyésztő telepet alapított – a császársághoz tartozó Trieszt közelében, a Karszt-fennsíkon fekvő Lipiken (olaszul Lipizza) a mai szlovéniai Lipicán. A tenyésztő telep genetikai alapját az ott található és a középkorban nagyra becsült, de kissé nehéz testű és Spanyolországból importált lovak és a szintén helyi, kemény természetű hegyi lovak adták.[1] A császári udvar számára kívántak itt kiváló, szilárd szervezetű, a pompát, a gazdagságot minden jellegében mutató lovat kitenyészteni. A fajta ősei között vannak kemény természetű hegyi lovak és spanyol–nápolyi mének is. A kezdeteknél használt mének közül nyolc ma is létező genetikai vonalat alapított, s a tenyésztés ezekre épül. A lipicai valódi nemzetközi fajta, az egész világon elterjedt. 400 éve fajtatisztán tenyésztik, az 1800-as évek elején alkalmazott egyetlen arab cseppvérkeresztezéstől eltekintve idegen fajtát soha nem alkalmaztak tenyésztése során. A magyarországi állomány kiemelkedő genetikai értékével tűnik ki. Tenyésztőszervezete a Magyar Lipicai Lótenyésztők Országos Egyesülete.  Szentgyörgyváron is megcsodálhatjuk e nemes állatokat. A ménest Forgács Zoltán alapította 2002-ben, és 2007-től tenyészti Szentgyörgyváron, történelmi helyszínen a valamikori Széchenyi birtokon. Tenyésztői célként került kitűzésre a fajtában ritka fekete lipicai lovak tenyésztése, amely során számtalan kiváló fekete lipicait adott belföldre és külföldre is a  lovassportnak a ménes. A lovak a Zala folyó partján, festői környezetben nevelkednek.   Immáron hagyománnyá vált a Szentgyörgyvári Lovas Napok megrendezése minden év szeptemberében  Több versenyszám is megrendezésre kerül évről évre, melyeken megyei és országos bajnok fogatok is rajthoz állnak. A Lovas Napok célja a megyei fogathajtás erősítése.
- Széchenyi Pince: A falu közepén álló Széchenyi Pince Bor és Rendezvényház utcafronti épülete mögött óriási pince húzódik a domb gyomrában. Ez volt az uradalom borászatának központja.A Széchenyi pince ma is fogad vendégeket. A hordókat elválasztó mellvédeket faragott szobor fejek díszítik.A régi pinceág kiváló klímájú, a párásodásból látható például az eső közeledte. Itt végezik a hordós érleléseket, s a csoportosan érkező vendégek fogadása is itt zajlik.  Egy üveg elejű vakablaknál a penésszel és párával belepett üveg mögött egy 1853-ban palackozott tokaji aszú lapul. Az éttermi épület valóságos néprajzi gyűjtemény. A falakon, tálasokon sorakozik a sok régi tányér korsó, s egyéb használati tárgy. Az asztalok régi hordók homlok lapjai, fenekei, s olyan ritkaság is látható mint a venyigéből font prés, vagy Sobri Jóska dunántúli betyárvezér  mázas kerámia lapokon elmesélt élettörténete.  A mára csaknem 300 éves pince nevét, a falut és a pincét 250 éven át birtokló, Széchenyi családról kapta. A tulajdonos család kiváló mecénásokat, és államférfiakat adott a nemzetnek: gróf Széchenyi Ferenc, valamint fia, gróf Széchenyi István személyében.  A  pince 44 méter hosszú.A Széchenyi Pince a közelmúltban kapott új, téglából épült bejáratot. Az előtte álló épületet lebontották és a helyére új, barokk jegyeket hordozó házat építettek.
- Szent György Templom: A Szent György templom 18. században épült.  Főút mellett, szabadon álló, keletelt, egyhajós, félköríves szentélyzáródású, Ny-i homlokzati tornyos templom, a hajó és a szentély felett kontyolt nyeregtetővel, a szentély D-i oldalához csatlakozó sekrestyével. Csehsüveg boltozatos hajó és szentély, negyedgömb boltozatú szentélyfej, a hajó bejárati oldalán karzat. Berendezése jellemzően 19. század elejéről származik. A templomot Padányi Bíró Márton veszprémi püspök építtette 1755-1757 között és helyreállíttatta a plébánia házat is.  1800-1802 között a templomot felújították. Részben átalakították eklektikus stílusban. Műemléki védelem alatt áll.  A középkori Szentgyörgy település templomos falu volt, amelynek védőszentje az akkor népszerű Szent György lett. Szűz Mária és Szent Márton mellett Szent Györgyöt választotta segítőül Szent István király.  A faluban, határában és szőlőhegyén az útszéli kereszteknek ma is gondját viselik. A barokk Szentháromság szobor és a templom a faluban központi helyen található. A temető régi keresztjeit, sírköveit a szentgyörgyváriak a temetőkápolna mögött gyűjtik és őrzik meg.
- Nemestóthi Szabó mauzóleum
- Kímélő művelésű agrárgazdálkodás 200 hektáros kísérleti területe[15][16][17]
- A falutól keletre, a szőlőhegyen található az ország legvastagabb törzsű (nyolcméteres körméretű) gesztenyefája (Nagykutas-on van még egy ugyanilyen vastagságú fa.)